# Mometasone
Mometasone, còn được gọi là mometasone furoate, là một loại thuốc steroid được sử dụng để điều trị một số bệnh da liễu, viêm mũi dị ứng và hen suyễn. Cụ thể nó được sử dụng để phòng ngừa hơn là điều trị các cơn hen. Nó có thể được áp dụng cho da, hít hoặc sử dụng trong mũi.
Các tác dụng phụ thường gặp khi dùng cho hen suyễn bao gồm đau đầu, đau họng và tưa miệng. Các tác dụng phụ thường gặp khi sử dụng trong mũi bao gồm nhiễm trùng đường hô hấp trên và chảy máu mũi. Các tác dụng phụ thường gặp khi bôi lên da bao gồm mụn trứng cá, teo da và ngứa. Nó hoạt động bằng cách giảm viêm.
Mometasone furoate được cấp bằng sáng chế vào năm 1981 và được đưa vào sử dụng y tế vào năm 1987. Nó có sẵn như là một loại thuốc gốc. Một tháng cung cấp thuốc hít ở Vương quốc Anh tiêu tốn của NHS khoảng 30 bảng Anh trong khi thuốc xịt mũi ít hơn 2 bảng, tính đến năm 2019. Năm 2016, đây là loại thuốc được kê đơn nhiều thứ 165 ở Hoa Kỳ với hơn 3 triệu đơn thuốc.

## Sử dụng trong y tế
Mometasone furoate được sử dụng trong điều trị các rối loạn viêm da (như eczema và bệnh vẩy nến) (dạng tại chỗ), viêm mũi dị ứng (như sốt cỏ khô) (dạng tại chỗ), hen suyễn (dạng hít)  cho bệnh nhân không đáp ứng để corticosteroid ít mạnh hơn và nhiễm trùng dương vật. Xét về độ bền của steroid, nó mạnh hơn hydrocortison và kém mạnh hơn dexamethasone.
Một số bằng chứng chất lượng thấp cho thấy việc sử dụng mometasone để cải thiện triệu chứng ở trẻ em bị phì đại adeno.
Mometasone được sử dụng để làm giảm viêm và ngứa trong điều kiện da đáp ứng với điều trị bằng glucocorticoids như bệnh vẩy nến và viêm da dị ứng.
Mometasone xịt qua mũi được sử dụng ở người lớn (bao gồm cả người già) và trẻ em trên hai tuổi, để làm giảm các triệu chứng như sốt cỏ khô (viêm mũi dị ứng theo mùa) và các dị ứng khác (viêm mũi lâu năm), bao gồm nghẹt mũi, chảy nước mũi, ngứa và hắt hơi và để điều trị polyp mũi.